# Zarivea, Sarnî
Zarivea (în ucraineană Зарів'я) este un sat în comuna Ciudel din raionul Sarnî, regiunea Rivne, Ucraina.

## Demografie
Componența lingvistică a localității Zarivea
     Ucraineană (100%)
Conform recensământului din 2001, toată populația localității Zarivea era vorbitoare de ucraineană (100%).